# Носеите
Носеите (болг. Носеите) — село в Болгарии. Находится в Габровской области, входит в общину Трявна. Население составляет 5 человек.

## Политическая ситуация
В местном кметстве Плачковци, в состав которого входит Носеите, должность кмета (старосты) исполняет Стефан  Цанев Петров (коалиция в составе 2 партий: Болгарский земледельческий народный союз (БЗНС), Демократическая партия (ДП)) по результатам выборов правления кметства.
Кмет (мэр) общины Трявна — Драгомир Иванов Николов (независимый) по результатам выборов в правление общины.